# Ettore Cosomati
Ettore Cosomati (Napoli, 24 dicembre 1873 – Milano, 14 febbraio 1960) è stato un pittore e incisore italiano.

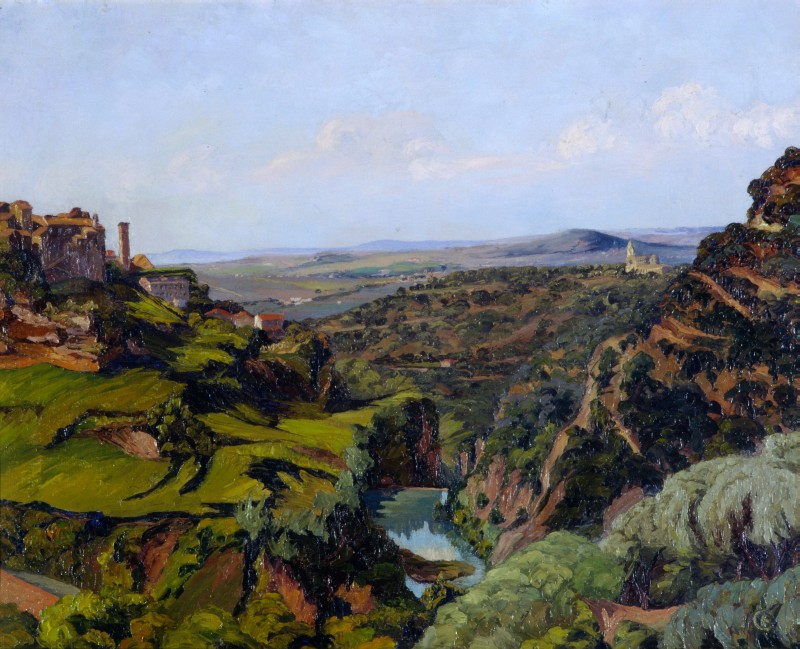
Pianura verso Roma, da Tivoli (1930-1935 circa), Collezioni d'arte della Fondazione Cariplo)

È stato inoltre un importante acquafortista e giornalista.

## Biografia
Trascorse  l'infanzia a San Marco dei Cavoti (Benevento), il piccolo paese di sua madre Maria Illuminata Borrillo e dove suo padre Sabino, inizialmente residente a Napoli ma originario di Atripalda, si era trasferito e gestiva un negozio di coloniali.
Dopo la tragica morte del padre, ucciso da ignoti nel 1882 pare per motivi passionali, e la prematura successiva scomparsa della madre nel 1883, Ettore Cosomati - che viveva presso l'abitazione del nonno materno Francesco Borrillo già sindaco del paese - venne accolto in casa dello zio Angelo Raffaele Borrillo assieme ai fratellini Elodia e Francesco, quest'ultimo scomparso giovanissimo.
La permanenza nel borgo rurale dell'entroterra campano fu decisiva per la sua formazione artistica a contatto con la natura e la vita nei campi, che lo resero abilissimo paesaggista e pittore "dal vero".
Per compiere gli studi superiori si trasferì a Napoli presso lo zio paterno Filippo Cosomati e si diplomò in ragioneria studiando inoltre l'arabo e il cinese. Dopo essersi dedicato per due anni all'insegnamento della matematica, decise però di darsi completamente all'arte da autodidatta, iniziando dal 1896 ad esporre in mostre collettive e personali dapprima a Parigi, ove si era intanto trasferito, e poi in Germania, dove visse fino al 1915, fu allievo dell'acquafortista Bernhard Mannfeld e fece parte degli artisti della cosiddetta Secessione Francofortese.
Si trasferì poi in Svizzera ove fece parte della cerchia di intellettuali del salotto del musicista Ferruccio Busoni e vi restò fino al 1922. Si trasferì poi a Londra, fino al 1939 e infine a Milano ove, colpito da un collasso, morì pochi giorni dopo senza poter assistere all'inaugurazione di una  importante mostra personale, organizzata dal comune a Palazzo Reale. Nell'arco della sua lunga carriera espose in numerosissime mostre personali e collettive, nonché alla Triennale Romana e alla Biennale di Milano. Significativa la sua lunga presenza a Milano presso la Galleria Pesaro e alla Bottega di Poesia,
La critica considera di gran pregio le opere realizzate da Ettore Cosomati nel periodo londinese, ma notevole fu anche il suo contributo come incisore su rame e come illustratore di prestigiose riviste e quotidiani italiani e stranieri, nonché di varie pubblicazioni.
Come giornalista, tra gli anni Venti e Trenta, scrisse brevi saggi, corrispondenze dall’estero e recensioni  per L'ambrosiano, Il Mattino, La Lettura e vari altri giornali
Nel 1928 scrisse e illustrò la monografia La Calabria per l'editore Treves di Milano e, per La Lettura del Corriere della Sera La via dei fiori. Sue anche le illustrazioni di Cina e Giappone di Renato Simoni, Italiani del Medioevo in Estremo Oriente di Gabriele Pepe e I laghi lombardi di Giulio Caprin.
Nel 1935 invece elaborò per la Galleria Pesaro il progetto artistico-editoriale “Italia” - Interpretazioni silografiche di Ettore Cosomati, consistente in trentacinque cartelle illustranti appunto l'Italia, ciascuna delle quali incluse cinque sue xilografie, e corredato da un proprio saggio sull'incisione.
Definito il pittore senza pennello per la sua particolare abilità nel tratteggiare figure e contorni di straordinaria plasticità e vigore usando le spatole, Ettore Cosomati ebbe tra l'altro l'onore di avere una monografia scritta da Carlo Carrà nel 1923.
Negli anni in cui visse all'estero e poi a Milano conservò sempre un saldo rapporto con il paese d'origine e tenne un frequente rapporto epistolare con il dottor Domenico Zuppa.  Memore dei luoghi d'infanzia, realizzò un'incisione di San Marco dei Cavoti premiata all'Esposizione Internazionale di Barcellona nel 1911 e pubblicata dal Corriere della Sera nel 1934.
Del paese e della sua infanzia qui trascorsa, Cosomati parlò nell'articolo Paesi lontani pubblicato sul Mattino il 5 gennaio 1940 ove scrisse: "Spesso le immagini di quel paesello campano appollaiato sui fianchi d’una collina, di quel paesello dove passai i primi anni della mia fanciullezza, si affacciano alla mia mente, sia nel sonno che nella vita vissuta, in luoghi dove meno le aspetto, in lande solitarie di paesi stranieri ed in rumorose metropoli, nella cerchia di amici e fra gente sconosciuta, nelle calme estasi contemplative e nelle affannose battaglie dell’esistenza.
Dalla mia prima gioventù non vi ho mai più messo il piede e, molto probabilmente non vi andrò mai più. Forse, andandovi, durerei fatica a riconoscerlo ed in ogni modo non vi troverei più il paese della mia fanciullezza. Ciò sarebbe assai triste perché tanti e tanti ricordi verrebbero distrutti; ricordi amarissimi e ricordi dolcissimi, poiché fra tutti i paesi che ho poi veduto nel mondo, nessuno è stato per me più ricco di profondi dolori e di grandi ingenue gioie, e preferisco di continuare a vederlo soltanto con la fantasia".
A San Marco dei Cavoti nel 1995 sorse un'associazione a suo nome che ha curato fino al 2000 eventi artistici e manifestazioni varie sotto la presidenza del giornalista e scrittore Andrea Jelardi, il quale nel 2019 ha scritto la prima biografia di Cosomati, pubblicata dalle Edizioni Realtà Sannita di Benevento.
Sempre a San Marco dei Cavoti, presso il   Modern - Museo della Pubblicità , è custodito il carteggio originale tra Cosomati e il dott. Domenico Zuppa, una copia dell'opera “Italia” - Interpretazioni silografiche di Ettore Cosomati, alcuni articoli e vari altri documenti donati dal magistrato Domenico Zuppa junior. nipote del suddetto medico nel 2019.
Nel paese, nello stesso anno, il 16 luglio, è stato intitolato a Cosomati un parco naturalistico urbano realizzato dall'amministrazione guidata dal sindaco Roberto Cocca e poco distante dal luogo da dove egli realizzò l'acquaforte raffigurante San Marco dei Cavoti. All'interno del parco, su una targa in legno, è incisa una sua frase sul paese ove visse l'infanzia e che recita:  "San Marco...Sono sicuro che se lo rivedessi non lo riconoscerei più, ed invano vi cercherei le tracce di quello che io conobbi. Spesso mi è capitato, in paesi lontani, nel brusio di affollate metropoli, nel silenzio stellato di notti alpine, di rivivere con un'intensità prodigiosa qualcuno di quegli aspetti e di quei lontani piccoli casi, avvolti d'indicibile incosciente dolcezza. Quegli aspetti e quei ricordi fanno per me parte del mondo dei sogni che  è un regno a sé, con altitudini speciali e propri mezzi di comunicazione e, in esso, per vie misteriose si è subitamente portati in luoghi e tempi lontani, con la possibilità di guardare e sentire come in quei luoghi e quei tempi si guardava e sentiva".
Opere di Ettore Cosomati sono esposte in musei di tutta Europa tra cui le gallerie di Francoforte, Eberfeld, Dresda e Karlsruhe in Germania e di San Paolo del Brasile, il Kunsthaus di Zurigo, il British Museum di Londra, la Galleria d'Arte Moderna di Milano, gli Uffizi di Firenze, il Gabinetto Nazionale delle Stampe di Roma, il Museo Civico di Castelfranco Veneto, Il Modern Museo e il Municipio di San Marco dei Cavoti.
Sposato con Ida Forcellini ebbe due figli, Mario e Aldo (1895-1977), il quale fu noto e apprezzato illustratore a Londra.